# Zágoni Olga
Zágoni Olga (Kolozsvár, 1948. december 17. –) erdélyi magyar ifjúsági író, újságíró. Férje Zágoni Attila (1945), fiai Zágoni Balázs (1975) és Zágoni Bálint (1982).

## Életútja, munkássága
Középiskoláit szülővárosában végezte; a BBTE-n 1972-ben szerzett magyar nyelv- és irodalom szakos tanári diplomát. 1972-től a Román Rádió kolozsvári magyar adásainak munkatársa, 1974–80 között a rádió gyermekműsorainak szerkesztője. 1980–89 között a Dolgozó Nő, 1990–92 között annak utódlapja, a Családi Tükör belső munkatársa. 1992-től nyugdíjazásáig különböző kolozsvári általános iskolákban tanított.
Gyermekmeséit a Napsugár közölte, bábszíndarabját (Kajtikó) 1983-ban a kolozsvári bábszínház magyar tagozata mutatta be.

## Kötete
- A fáról lepotyogni tilos! (mese, Creanga, Bukarest, 1986)
- Kajtikó, a derék sárkányfiú (mese, Koinónia, Kolozsvár, 2018)